# Cooloola dingo
Cooloola dingo is een rechtvleugelig insect uit de familie Cooloolidae. De wetenschappelijke naam van deze soort is voor het eerst geldig gepubliceerd in 1986 door Rentz.